# Joseph-Antoine Bell
Joseph-Antoine Bell (Mouandé, Camerún, 8 de octubre de 1954) es un exfutbolista profesional camerunés. Jugaba de portero y militó en diversos clubes de Camerún, Costa de Marfil, Egipto y Francia. Ha sido internacional con la selección de fútbol de Camerún, con un total de 50 veces entre 1976 y 1994. Incluso participó con su selección en los mundiales de España 1982, Italia 1990 y Estados Unidos 1994.[cita requerida]

## Clubes[1]
| Club                  | País            | Año         |
| --------------------- | --------------- | ----------- |
| Union Douala          | Camerún         | 1975 - 1980 |
| Africa Sports         | Costa de Marfil | 1980 - 1981 |
| Al Moqaouloun al-Arab | Egipto          | 1981 - 1983 |
| Olympique de Marsella | Francia         | 1983 - 1988 |
| Sporting Toulon Var   | Francia         | 1988 - 1989 |
| Girondins de Bordeaux | Francia         | 1989 - 1991 |
| Saint Etienne         | Francia         | 1991 - 1994 |

## Logros

### Club
- Primera División de Camerún (2): 1981, 1984
- Primera División de Costa de Marfil (1): 1982
- Primera División de Egipto (1): 1983
- Copa de Costa de Marfil (1): 1982
- Copa Africana de Clubes Campeones (1): 1979
- Recopa Africana (1): 1983

### Selección nacional
- Copa Africana de Naciones (2): 1984, 1988

### Individual
- Mejor Guardameta de la Copa Africana de Naciones en 1984 y 1988.
- Mejor Guardameta Africano del siglo XX por la IFFHS.[2]